# Associazione Calcio Rondinella Marzocco Firenze 1983-1984
Questa voce raccoglie le informazioni riguardanti l'Associazione Calcio Rondinella Marzocco Firenze nelle competizioni ufficiali della stagione 1983-1984.

## Rosa
| N. |                   | Ruolo | Calciatore        |
| -- | ----------------- | ----- | ----------------- |
|    | Italia (bandiera) | C     | Salvadore Bacci   |
|    | Italia (bandiera) | A     | Attilio Bardi     |
|    | Italia (bandiera) | C     | Lucio Bernardini  |
|    | Italia (bandiera) | A     | Stefano Brondi    |
|    | Italia (bandiera) | D     | Luca Brunetti     |
|    | Italia (bandiera) | A     | Marco Calonaci    |
|    | Italia (bandiera) | C     | Marco Domenichini |
|    | Italia (bandiera) | C     | Sergio Domini     |
|    | Italia (bandiera) | C     | Roberto Francioli |
|    | Italia (bandiera) | C     | Andrea Galassi    |

| N. |                   | Ruolo | Calciatore          |
| -- | ----------------- | ----- | ------------------- |
|    | Italia (bandiera) | D     | Marco Gori          |
|    | Italia (bandiera) | C     | Guido Magherini     |
|    | Italia (bandiera) | D     | Marco Marchi        |
|    | Italia (bandiera) | P     | Mauro Marchisio     |
|    | Italia (bandiera) | D     | Roberto Mozzini     |
|    | Italia (bandiera) | P     | Andrea Pazzagli     |
|    | Italia (bandiera) | C     | Massimo Princivalle |
|    | Italia (bandiera) | D     | Giovanni Simonato   |
|    | Italia (bandiera) | D     | Antonio Strano      |
|    | Italia (bandiera) | C     | Massimo Tassara     |

## Risultati

### Serie C1

#### Girone di andata
| 18 settembre 1983 1ª giornata | Rondinella Marzocco | 0 – 0 | Brescia |  |

| 25 settembre 1983 2ª giornata | Reggiana | 1 – 1 | Rondinella Marzocco |  |

| 2 ottobre 1983 3ª giornata | Rondinella Marzocco | 2 – 1 | Fano |  |

| 9 ottobre 1983 4ª giornata | Sanremese | 0 – 0 | Rondinella Marzocco |  |

| 16 ottobre 1983 5ª giornata | Rondinella Marzocco | 1 – 0 | Bologna |  |

| 23 ottobre 1983 6ª giornata | Lanerossi Vicenza | 3 – 2 | Rondinella Marzocco |  |

| 30 ottobre 1983 7ª giornata | Rondinella Marzocco | 1 – 1 | Ancona |  |

| 6 novembre 1983 8ª giornata | Modena | 2 – 1 | Rondinella Marzocco |  |

| 13 novembre 1983 9ª giornata | Rondinella Marzocco | 2 – 0 | SPAL |  |

| 20 novembre 1983 10ª giornata | Rondinella Marzocco | 1 – 0 | Legnano |  |

| 27 novembre 1983 11ª giornata | Treviso | 0 – 2 | Rondinella Marzocco |  |

| 4 dicembre 1983 12ª giornata | Rondinella Marzocco | 1 – 1 | Prato |  |

| 11 dicembre 1983 13ª giornata | Parma | 3 – 0 | Rondinella Marzocco |  |

| 18 dicembre 1983 14ª giornata | Rondinella Marzocco | 2 – 0 | Fanfulla |  |

| 8 gennaio 1984 15ª giornata | Carrarese | 2 – 1 | Rondinella Marzocco |  |

| 15 gennaio 1984 16ª giornata | Rondinella Marzocco | 2 – 1 | Trento |  |

| 22 gennaio 1984 17ª giornata | Rimini | 3 – 0 | Rondinella Marzocco |  |

#### Girone di ritorno
| 29 gennaio 1984 18ª giornata | Brescia | 1 – 0 | Rondinella Marzocco |  |

| 5 febbraio 1984 19ª giornata | Rondinella Marzocco | 1 – 0 | Reggiana |  |

| 12 febbraio 1984 20ª giornata | Fano | 1 – 2 | Rondinella Marzocco |  |

| 19 febbraio 1984 21ª giornata | Rondinella Marzocco | 0 – 0 | Sanremese |  |

| 26 febbraio 1984 22ª giornata | Bologna | 1 – 2 | Rondinella Marzocco |  |

| 4 marzo 1984 23ª giornata | Rondinella Marzocco | 1 – 1 | Lanerossi Vicenza |  |

| 11 marzo 1984 24ª giornata | Ancona | 1 – 1 | Rondinella Marzocco |  |

| 18 marzo 1984 25ª giornata | Rondinella Marzocco | 1 – 0 | Modena |  |

| 1º aprile 1984 26ª giornata | SPAL | 1 – 0 | Rondinella Marzocco |  |

| 8 aprile 1984 27ª giornata | Legnano | 2 – 0 | Rondinella Marzocco |  |

| 15 aprile 1984 28ª giornata | Rondinella Marzocco | 2 – 2 | Treviso |  |

| 29 aprile 1984 29ª giornata | Prato | 1 – 1 | Rondinella Marzocco |  |

| 6 maggio 1984 30ª giornata | Rondinella Marzocco | 0 – 1 | Parma |  |

| 13 maggio 1984 31ª giornata | Fanfulla | 0 – 2 | Rondinella Marzocco |  |

| 20 maggio 1984 32ª giornata | Rondinella Marzocco | 2 – 2 | Carrarese |  |

| 27 maggio 1984 33ª giornata | Trento | 1 – 2 | Rondinella Marzocco |  |

| 3 giugno 1984 34ª giornata | Rondinella Marzocco | 2 – 1 | Rimini |  |